# Product Space

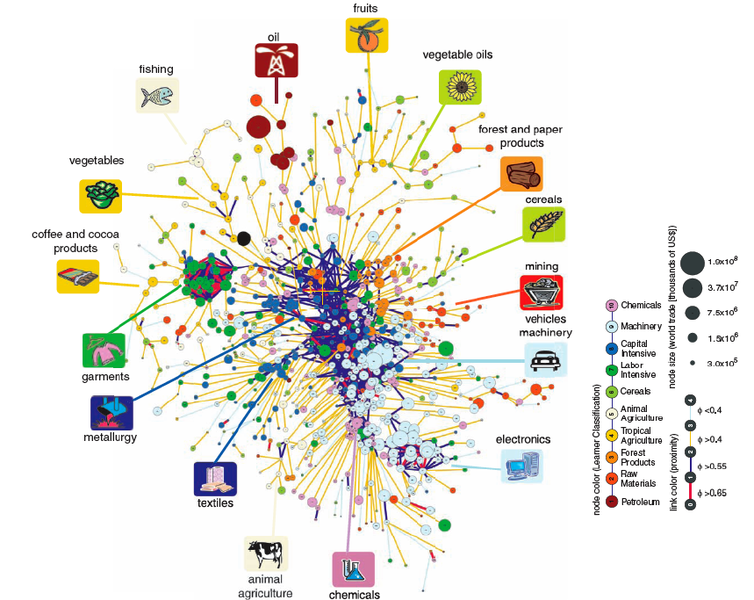
Product Space

O Product Space é uma rede que sistematiza a ideia de similaridade entre os produtos comercializados na economia global. O conceito dessa rede apareceu pela primeira vez no artigo "The Product Space Conditions the Development of Nations", escrito por César Hidalgo, Bailey Klinger, Ricardo Hausmann, e Albert-László Barabási. A rede do Product Space tem implicações consideráveis para a política econômica, pois sua estrutura se propõe a ajudar a elucidar, baseado na complexidade dos produtos exportados, o porquê alguns países passam por um crescimento econômico estável, enquanto outros se estagnam e são incapazes de se desenvolver.
O conceito ainda foi desenvolvido e ampliado pelo The Observatory of Economic Complexity, para visualizações como Product Exports Treemaps e novos índices como Economic Complexity Index (ECI), que foram condensados no Atlas of Economic Complexity. No Brasil já existem experiências exitosas no uso dos conceitos do Product Space para o mapeamento da atividade econômica do país. Nesse sentido se destaca a Plataforma DataViva, que apesar de não se limitar as visualizações provenientes desta rede, as contém em seu espectro de visualizações.

## A analogia da floresta
O conceito do Product Space pode ser mais facilmente entendido fazendo-se analogia a uma floresta: considere que um produto seja uma árvore, e o conjunto de árvores seja uma floresta. Nessa analogia um país seria um conjunto de empresas, denominadas como macacos que passam de árvore em árvore. Para os macacos, o processo de crescimento significa se mover da parte pobre da floresta, onde as árvores têm menos fruto (produtos menos complexos), para uma parte melhor da floresta (produtos mais complexos). Para isso, os macacos precisam saltar certa distância; isso significa realocar capital (físico, humano e institucional) para a produção de novos produtos. A teoria econômica tradicional desconsidera a estrutura da floresta, assumindo que sempre há uma árvore ao alcance. Entretanto, se a floresta não é homogênea, haverá áreas com alta densidade de árvores, onde os macacos precisarão de pouco esforço para alcançar uma nova árvore, e regiões pouco densas, onde saltar para uma nova árvore requererá um grande esforço. Na verdade, se algumas áreas forem praticamente desertas, os macacos talvez nem consigam se mover pela floresta. Portanto, a estrutura da floresta e a localização dos macacos são os fatores essenciais que nos dizem a capacidade de crescimento. Economicamente, a tipologia "product space" impacta na habilidade dos países de produzir novos tipos de produtos.

## Conceito
O Product Space desenvolvido por Hidalgo em 2007 é um sistema no qual os produtos considerados similares são conectados com base na probabilidade de serem co-exportados. O método que permite o cálculo das similaridades entre os produtos i e j é baseado no conceito de Vantagem Comparativa Revelada (RCA). Nesse caso, se RCA > 1, temos que o país/região exporta, proporcionalmente, um dado bem i mais do que o resto do mundo de maneira análoga, RCA< 1 significa que o país/região exporta um determinado bem proporcionalmente menos do que o resto do mundo.
{\displaystyle {\text{RCA}}_{p,i,t}={\frac {{xval_{(}p,i,t)}/{\sum _{i}xval_{(}p,i,t)}}{{\sum _{p}xval_{(}p,i,t)}/{\sum _{p}\sum _{i}xval(p,i,t)}}}}

## Construindo o Product Space
Algumas são as variáveis que influenciam no nível de proximidade entre dois produtos: a quantidade de capital requerido na produção, o grau de sofisticação tecnológica, os inputs e outputs na cadeia de valor de um produto entre outros. A escolhe de se estudar uma dessas variáveis significa dizer que as outras são relativamente menos importante; em contraposição, o Product Space utilizada uma metodologia fundada em resultado que se baseia na ideia que se dois produtos requerem instituições, capital, infraestrutura, tecnologia entre outros parecidas, eles tendem a serem co-produzidos. Produtos com não partilham esses insumos, no entanto, têm menos chance de serem co-produzidos, sendo este conceito de similaridade conhecido como Proximidade.

### Proximidade
A habilidade de um país produzir um determinado produto depende da habilidade de produzir outros produtos. Existe uma série de fatores que podem estimar a similaridade entre um par de produtos: o nível de capital necessário para a produção, a sofisticação tecnológica ou entradas e saídas da cadeia de valor de um produto, por exemplo. O Product Space considera uma medida baseada no resultado construído sobre a ideia de que, se um par de produtos está relacionado, é porque eles compartilham instituições similares, capital, infra-estrutura, tecnologia, etc ., eles provavelmente podem ser produzidos em conjunto. Produtos diferentes, por outro lado, têm menos probabilidade de serem produzidos em conjunto. Este teste de similaridade de produtos é chamado de "proximidade". Após o cálculo do RCA, toma-se o mínimo das probabilidades condicionais, como apresentado na equação abaixo, para obter uma medida rigorosa e simétrica.
{\displaystyle \phi _{i,j}=\min\{\Pr({\text{RCA}}x_{i}\geq 1\mid {\text{RCA}}x_{j}\geq 1),\Pr({\text{RCA}}x_{j}\geq 1\mid {\text{RCA}}x_{i})\geq 1\}}

## Complexidade
Outro ponto importante a partir do Product Space está relacionado ao conceito de complexidade das economias. A complexidade está associada ao conjunto de habilidades disponíveis no local. Para uma sociedade complexa existir é necessário que as pessoas presentes nesse sistema e que possuem conhecimentos diversificados, interajam entre si de forma a combinarem suas habilidades para uso produtivo. É possível medir a complexidade de uma economia a partir do conjunto de bens e serviços que essa é capaz de realizar, que por sua vez, está ligado à disponibilidade de conhecimento. A partir dessa lógica, Hausmann apresenta dois conceitos importantes para mensuração da complexidade de uma estrutura produtiva: diversidade e ubiquidade. Define-se diversidade quando, países e regiões produzem um número grande de diferentes bens e serviços. O conceito de ubiquidade aparece quando produtos que demandam um grande volume de conhecimento estão disponíveis em poucos lugares, nos quais todos os requerimentos de habilidades são satisfeitos. Definem, então, produtos complexos como aqueles que apresentam alta diversidade e pouca ubiquidade, uma vez que são aqueles bens e serviços que requerem uma grande variedade de capacidades.

## Distância
Empiricamente, os países/regiões se movem no product space desenvolvendo produtos mais próximos aqueles já produzidos. A proximidade mede a similaridade entre um par de produtos, Hausmann et al (2011)   apresentam outra medida para quantificar a distância entre produtos que uma região faz e cada um dos produtos que ela não faz. Esse medida, chamada de Distância é definida como a soma das proximidades de um novo produto p para os produtos que uma região não exporta com RCA. Isso é normalizado dividindo pela soma das proximidades entre todos os produtos e o produto p.
{\displaystyle d_{cp}=\left({\frac {\sum _{p'}{(1-M_{cp'})}\phi _{pp'}}{\sum _{p'}\phi _{pp'}}}\right)}

## Ganho de oportunidade
No entanto, quais os reais benefícios (em termos de agregar complexidade) uma região pode ter ao passar a produzir certo produto. Pensando nisso, Hausmann et al (2011) [13] criaram uma medida chamada de Ganho de Oportunidade que uma região teria ao passar a fazer um produto p. O Ganho de Oportunidade quantifica a contribuição que um novo produto pode dar ao abrir portas para outros produtos mais complexos e, dessa forma, tornar a economia mais complexa. Formalmente, ele é descrito como:
{\displaystyle ganhodeoportunidade_{c}=\sum _{pl}({\frac {\phi _{pp'}}{\sum _{p''}\phi _{p''p'}}})(1-M_{cp'})PCI_{p'}-(1-d_{cp})PCI_{p}}

## A dinâmica do Product Space

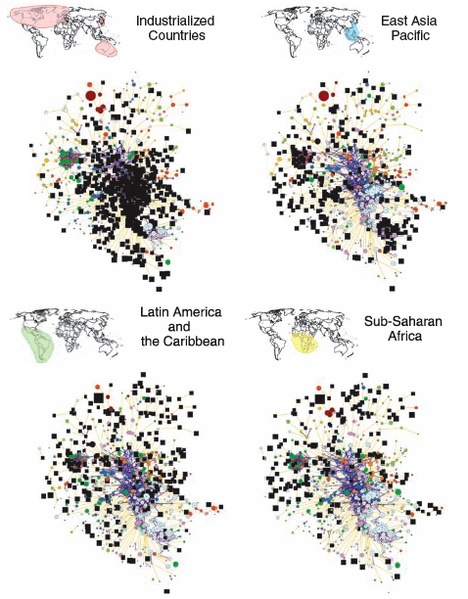
Comparação da rede entre diferentes regiões

A rede Espaço Produto pode ser usada para estudar a evolução da estrutura produtiva de um país. A orientação de um país dentro do espaço pode ser determinada pela observação de que os seus produtos com RCA > 1 estão localizadas. Os produtos para os quais a região tem uma RCA > 1 são indicados por quadrados pretos. Pode-se observar que os países industrializados possuem mais produtos de exportação no núcleo, tais como máquinas, produtos químicos e produtos de metal. Eles também, no entanto, ocupam produtos na periferia, como têxteis, produtos florestais e agricultura animal. Países do Leste Asiático apresentam vantagem em têxteis, vestuário e eletrônicos. América Latina e do Caribe se especializaram em indústrias mais para a periferia, como mineração, agricultura e peças de vestuário. A África Subsariana demonstra vantagem em algumas classes de produtos, os quais ocupam o espaço periferia produto. A partir destas análises, é evidente que cada uma das regiões apresenta um padrão reconhecível de especialização facilmente discernível no espaço do produto.